# The Sleepy Jackson
The Sleepy Jackson est un groupe de rock alternatif australien, originaire de Perth, en Australie-Occidentale. Son chanteur Luke Steele n'est autre que la moitié du duo Empire of the Sun, formé avec Nick Littlemore du groupe Pnau. Le nom du groupe s'inspire d'un batteur narcoleptique,.

## Biographie

### MiniskirtEP
The Sleepy Jackson est formé en 1998 avec initialement Luke Steele (chant, guitare), Jesse Steele (batterie), et Matthew O'Connor (basse). Cette formation enregistre un premier EP et un single intitulé Miniskirt, publiés indépendamment. En 2000, du fait qu'il ne s'attentionne pas réellement à la musique, Luke suggère à son frère de se consacrer à autre chose dans la vie, et ce dernier quitte le groupe.
Le vide créé par le départ de Jesse Steele est comblé par l'arrivée de Paul Keenan (qui sera par la suite batteur pour Eskimo Joe en concert). Après quelques concerts à Perth, à la fin 2000, The Sleepy Jackson tourne à l'échelle nationale avec Jebediah. En mars 2001, à la veille de la signature du groupe avec le label EMI Records, ils tournent avec Magic Dirt et Motor Ace aux côtés de Ronan Charles aux claviers qui se joint à Steele, O'Connor et Keenan. En cinq semaines de tournée, le groupe se sépare, exténué par les concerts. O'Connor, Keenan, et Charles abandonnent, laissant Luke Steele assumer la tournée en solo.
Après avoir signé chez EMI, Steele obtient la pression pour l'enregistrement d'un album. Il publie l'EP Caffeine in the Morning Sun en 2001, que Steele a enregistré à Sydney avec des musiciens de session. En plus de jouer en solo, Steele recrute le batteur Malcolm Clark au sein de Sleepy Jackson, et de plus grandes tournées voient l'arrivée de  Justin Burford (guitaer) et Rodney Aravena (basse). Les trois collègues de Steele jouent aussi avec Jonathon Dudman sous le nom de End of Fashion. The Sleepy Jackson se délocalise à Sydney où il enregistre un autre EP, Let Your Love Be Love, à la fin 2002. Les morceaux de l'EP et Caffeine in the Morning Sun sont compilés pour faire un mini-album publié au Royaume-Uni en 2003.

### Lovers
Entre les concerts, The Sleepy Jackson travaille sur un premier album, Lovers. Pendant des concerts britannique en 2003, Burford et Aravena quittent le groupe. Jouant en soutien à Silverchair pour leur tournée Diorama en Australie, des remplaçants sont rapidement trouvés. Clarke fait ironiquement appel au membre de End of Fashion qui n'avait pas encore participé au Sleepy Jackson, Jonathon Dudman. Dudman se joint au groupe à Sydney, à la basse, et le rôle de second guitariste est repris par le musicien de session Ben Nightingale.

### Personality – One Was a Spider, One Was a Bird
The Sleepy Jackson publient leur deuxième album, Personality – One Was a Spider, One Was a Bird le 1er juillet 2006 en Australie,  où il débute 10e de l'Australian Albums Chart la semaine suivante. Plus tard en juillet, l'album est nommé pour un J Award par la chaine de radio locale Triple J. avec le prédécesseur de Personality, Lovers est aussi bien accueilli par les critiques et chaines de radio. Steele et Clark sont rejoints par Dave Symes et Felix Bloxsom, qui ont travaillé sur l'album, et Lee Jones, un ex membre du groupe Spencer Tracy. Bloxsom est depuis remplacé par le frère de Luke, Jake, et l'épouse de Luke, Jodi, a.k.a. Snappy Dolphin, se charge des percussions et des samples.
En 2007, The Sleepy Jackson joue au festival Big Day Out, au Southbound festival, au Falls Festival et aux festivals St. Jerome's Laneway à Melbourne, Sydney, et Brisbane. Toujours en 2007, Steele joue de la guitare sur le morceau Waiting All Day de Silverchair issu de leur cinquième album, Young Modern.
The Sleepy Jackson contribuent à la compilation Yes, I'm a Witch de Yoko Ono, sortie en 2007.

### Activités depuis 2012
Le statut du groupe après sa tournée en soutien de son deuxième album est incertain, le site web officiel restant inactif. Mais le groupe reste listé dans les artistes sur le site web d'EMI.
À la fin mai 2013, Steele révèle qu'un troisième album de Sleepy Jackson était considéré par leur label, mais qu'un manque d'intérêt de la part du groupe fera qu'il ne sortira jamais. Au 22 mai 2013, Steele se consacre à une collaboration avec Daniel Johns et à la promotion de Ice On The Dune, qui sortira le 14 juin 2013. Clark achève une tournée avec le groupe de Bob Evans à la mi-mai 2013.

## Membres

### Membres actuels
- Luke Steele – chant, guitare (depuis 1998)
- Malcolm Clark – batterie, chœurs (depuis 2001)
- Lee Jones – guitare, claviers, chœurs (depuis 2006)
- Dave Symes – basse, chœurs (depuis 2006)
- Jake Steele – samples (depuis 2007)
- Jodi « Snappy Dolphin » Steele – samples (depuis 2007)

## Anciens membres
- Jesse Steele – batterie (1998–2000)
- Matt O'Connor (décédé) – basse (1998–2001)
- Paul Keenan – batterie (2000–2002)
- Ronan Charles – claviers (2001)
- Justin Burford – guitare (2001–2004)
- Rodney Aravena – basse (2001–2004)
- Ben Nightingale – guitare (2003)
- Jonathan Dudman (aka J. Cortez) – basse (2003–2005)
- Julian Dudman (aka Jules Cortez) – guitare (2004–2005)
- Felix Bloxsom – percussions, guitare acoustique, synthétiseur (2006–2008)